# 洪薩縣
洪薩縣（寮語：ເມືອງຫົງສາ）是位於寮國沙耶武里省的一個縣。該縣的主要城鎮是洪薩鎮，設有燃煤發電廠。該發電廠是寮國第一座燃煤發電廠。洪薩縣還有一處褐煤礦，該褐煤礦是東南亞最大的煤礦之一。